# Francisco Pacheco de Toledo
 (novembre 2021).
Si vous disposez d'ouvrages ou d'articles de référence ou si vous connaissez des sites web de qualité traitant du thème abordé ici, merci de compléter l'article en donnant les références utiles à sa vérifiabilité et en les liant à la section « Notes et références ».
Francisco Pacheco de Toledo (né en  1508 à  Ciudad Rodrigo dans la province de Salamanque en Espagne,  et mort le 23 août 1579 à  Burgos) est un cardinal espagnol  du XVIe siècle. Il est le neveu du cardinal Pedro Pacheco de Villena (1545).

## Biographie
Pedro Pacheco de Villena est admis à la cour de Charles Quint et de Philippe II d'Espagne. Avec son oncle, le cardinal Pedro Pacheco de Villena, il va en Rome en 1545, où il gagne l'appréciation du pape Jules III, qui le nomme chanoine à Salamanque. Il est aussi chanoine à Tolède et inquisiteur général de l'Espagne.
Le pape Pie IV le crée cardinal lors  du consistoire du 26 février 1561. Le cardinal Pacheco est légat apostolique à Milan. Il est élu évêque de Burgos en 1567 (le diocèse devient archidiocèse en 1574). Il est ambassadeur de Philippe II d'Espagne auprès du Saint-Siège et membre de la "Congrégation du Saint Office".
Pacheco participe au conclave de 1565-1566, lors duquel Pie V est élu pape et au conclave de 1572 (élection de Grégoire XIII). Il est camerlingue du Sacré Collège de 1572 à 1573.

## Sources
- Fiche du cardinal sur le site fiu.edu